# 刘尧裔
刘尧裔（？—？），陕西人，是一名清朝政治人物。
刘尧裔曾于1740年接替甘士瑞任松江府知府一职，1742年由傅椿接任。